# Ikeda taenioides
Ikeda taenioides ist ein Vertreter der Igelwürmer (Echiura) aus der Familie der Ikedidae, der im Pazifischen Ozean um Japan verbreitet ist. Es handelt sich um die größte bekannte Igelwurmart.

## Merkmale
Von Ikeda taenioides sind bisher nur Weibchen beschrieben worden. Der bis zu 40 cm lange und 2 bis 3 cm breite Rumpf, der sich für gewöhnlich verborgen in einer Höhle befindet, ändert Form und Länge ständig durch Zusammenziehungs- und Streckungsbewegung, doch wird seine Gestalt in Ruhe als zylindrisch mit der breitesten Stelle nahe dem konischen Hinterende beschrieben, wobei er sich zum Vorderende mit dem Mund leicht verjüngt. Die Haut hat einen bräunlichen Farbton über einem blass gelben Untergrund und ist dicht besetzt mit kleinen, hell ockerfarbenen Papillen wechselnder Form und Größe. Zu den Körperenden hin sind diese dichter, größer und eher von sternförmiger als runder Gestalt. Über den Rumpf mit Ausnahme der Körperenden verlaufen 5 gleich weit voneinander entfernte schmale Längslinien von hellgelber durchscheinender Farbe, die im zusammengezogenen Zustand des Rumpfes am besten sichtbar sind. Etwa 1 bis 1,3 cm hinter dem Mund befindet sich ein Paar mäßig langer leicht gebogener hellgelber bauchseitiger Haken.
Die ausgestreckt bis zu 150 cm lange und etwa 1 bis 1,3 cm breite, flache, bandförmige, auf einer Seite konvexe und auf der anderen konkave, mit einer Wimpernrinne versehene Proboscis des Weibchens von Ikeda taenioides hat eine bläulich graue Grundfärbung mit schmalen quer verlaufenden, tief dunkelbraunen bis bräunlich schwarzen Streifen, die entweder durchgehend von der einen Seite zur anderen verlaufen oder auch unterbrochen sein können. Einige der Streifen sind deutlich schmaler als die anderen; auf der konkaven Seite sind sie sehr zahlreich und dicht, auf der konvexen Seite weniger dicht und oft unregelmäßig unterbrochen. Auf dem basalen Abschnitt der Proboscis von etwa 5 bis 8 cm nahe dem Mund fehlen meist die Querstreifen, während die Grundfarbe gräulich bis hellbräunlich ist und zum Mund hin einen satteren Farbton annimmt. An ihrem Übergang zum Rumpf bildet die Proboscis einen Trichter zum Mund. Das freie äußere Ende der flachen Proboscis ist schlicht gerundet. Eine vor kurzem abgetrennte Proboscis zeigt an ihrer gesamten Länge langsame wellenartige Bewegungen. Dies führt auch angesichts des stets verborgen in Höhlen befindlichen zugehörigen Rumpfes dazu, dass sie von Laien für einen vollständigen Wurm gehalten wird, dessen Vorder- und Hinterende jedoch nicht zu unterscheiden sind.
Anders als andere Igelwürmer hat Ikeda taenioides nicht nur wenige, sondern über 200 unpaarige Nephridien, deren Nephrostomata distal angeordnet sind. Die von Iwaji Ikeda beschriebene äußere Anordnung der Längsmuskulatur außerhalb der Quer- und Ringmuskulatur wird heute als Fehlinterpretation angesehen.

## Verbreitung, Lebensraum und Lebensweise
Ikeda taenioides lebt im westlichen Pazifischen Ozean um Japan in flachen Gewässern, doch meist unterhalb der Gezeitenzone, im schlammigen Untergrund vergraben. Das Weibchen hält sich verborgen in Höhlen auf, streckt aber den Rüssel bis über einen Meter aus und weidet hiermit mikroskopische Nahrungspartikel vom Meeresgrund ab, die über die Wimpernrinne an der konkaven Seite der Proboscis dem Mund zugeführt werden. Die etwa 70 bis 90 cm tiefen Höhlen bieten guten Schutz, offenbar auch vor Tsunamis, die einen Großteil der übrigen Fauna und Flora auslöschen.

## Lebenszyklus
Der Lebenszyklus von Ikeda taenioides, von der bisher nur Weibchen beschrieben worden sind, ist noch nicht aufgeklärt. Da jedoch molekularbiologische Untersuchungen für eine nähere Verwandtschaft von Ikeda taenioides mit der Familie Bonelliidae sprechen, zu welcher der eingehend untersuchte Grüne Igelwurm Bonellia viridis gehört, wird auch angesichts der nicht gefundenen Männchen von Ikeda taenioides ein Sexualdimorphismus vermutet, bei dem Zwergmännchen im Inneren des riesigen Weibchens leben.

## Erstbeschreibung
Ikeda taenioides wurde 1907 vom japanischen Zoologen Iwaji Ikeda unter dem Namen Thalassema taenioides erstbeschrieben. Japanischen Fischern waren lediglich die abgerissenen Proboscides bekannt, die sie für vollständige Würmer hielten, an denen sie jedoch weder Mund noch After sehen konnten. Ikeda war es, der die hierzu gehörenden, in Höhlen verborgen lebenden Igelwürmer fand. Der bereits zuvor vergebene Gattungsname Thalassema bedeutet auf Griechisch „Meereszeichen“ (θάλασσα, „Meer“, σῆμα „Zeichen“), während sich das Artepitheton taenioides auf die bandartige Form bezieht (ταινία, „Band“, auch „Bandwurm“; εἶδος, „Art“). Lawrence D. Wharton stellte 1913 die Gattung Ikeda auf, in die er die Typusart als Ikeda taenioides stellte und mit deren Namen er Iwaji Ikeda ehrte. Bis in die jüngste Zeit galt Ikeda taenioides als einzige Art der Gattung. Heute wird zu dieser Gattung außerdem noch die 1962 als Ikedosoma pirotansis erstbeschriebene indische Art Ikeda pirotansis gezählt.

## Äußere Systematik
Neuere molekularbiologische Untersuchungen an Kern- und Mitochondrien-DNS bei 49 Igelwurmarten ordnen die Familie Ikedidae mit den Bonelliidae in eine Klade sexuell dimorpher Igelwürmer, die einer Gruppe sexuell monomorpher Igelwürmer mit den Familien Echiuridae, Urechidae und Thalassematidae gegenüber steht. Der Sexualdimorphismus soll hiernach in seichten Gewässern evolviert sein.